# Gerundi
El gerundi és un mode verbal que té un caràcter molt proper a l'adverbi. Pot actuar com a adverbi i com a verb alhora. Té les funcions adverbial (instrumental i modal) i predicativa, amb valor d'adjectiu. Els pronoms febles hi van posposats.

## En català
Es forma en afegir el súfix -nt a l'arrel del verb: «cantant, tement, dormint…». El gerundi compost es forma amb havent + participi (havent dinat…) Les formes normatives són «rient, podent, sabent»… Les formes col·loquials *riguent *sapigent *poguent s'han d'evitar.
Forma part de les perífrasis verbals:
- Durativa: estar + gerundi (estan jugant a futbol), una forma no sempre necessària, però utilitzada sota influència de l'anglès.
- Reiteratives: anar + gerundi / continuar + gerundi (ho va explicant, ho continua explicant).

El gerundi català sempre expressa una acció simultània o immediatament anterior a la del verb de l'oració principal («vaig ensopegar anant a l'escola»). En aquest cas, l'acció és simultània i es pot invertir l'ordre de l'oració («anant a l'escola, vaig ensopegar»). No pot expressar mai una acció posterior a la del verb principal («el van portar a l'hospital, *morint al cap de poc»). Aquesta idea s'expressa amb una frase relatiu o una juxtaposició: «el van portar a l'hospital i va morir al cap de poc» o «el van portar a l'hospital, on va morir al cap de poc».
També pot expressar la manera com es fa una acció amb una altra acció simultània: «Van matar el porc, clavant-li un ganivet».

## En llatí
En llatí, el gerundi era una declinació de l'infinitiu amb una funció instrumental o modal. En la seva forma adverbial esdevé un adjectiu que implica un deure o una obligació. Es forma amb els sufix -ndus, -nda, -ndum a l'arrel d'un verb. Per la seva concisió, el gerundi llatí es troba en moltes llocucions llatines encara molt usades avui.

### Gerundiumo infinitiu declinat[5]
- Errare humanum est (nominatiu): Errar és humà
- Utile legendo (datiu): és útil per llegir (infinitiu: legere)
- Consilium abeundi (genitiu): el consell d'anar-se, eufemisme a la universitat per una demissió (infinitiu: abire)
- Modus vivendi (genitiu): manera de viure (infinitiu: vivere)

### Gerundivumo adjectiu verbal[5]
- Agenda: coses que s'han de fer (infinitiu: agere)
- Corrigenda et addenda: el que s'ha de corregir i afegir, una expressió que s'utilitzava sovint com títol per a les correccions necessaris d'errors o coses omesos quan tot el llibre era compost i que amb les tècniques manuals d'antany, hauria sigut massa costós de retipografiar tot el text (infinitius: corrigere, addere)
- Delenda est Carthago, cal destruir Cartago (infinitiu: delere)
- Mutatis mutandis: quan s'ha canviat el que s'ha de canviar (infinitiu: mutare)
- Pacta sunt servanda: s'ha de respectar els pactes (infinitiu: servare)
- Quod erat demonstrandum: el que s'havia de demostrar